# Дадли, Роберт Уоррен
Роберт Уоррен Дадли (англ. Robert Warren Dudley; р. 14 сентября 1955, Нью-Йорк) — генеральный директор нефтяной компании BP с октября 2010 года. Ранее — член совета директоров британской компании с апреля 2009 по октябрь 2010 года, президент, председатель правления и главный управляющий директор ОАО «ТНК-BP Менеджмент» с сентября 2003 года по декабрь 2008 года, исполнительный вице-президент BP по Африке, России и Каспию в 2002—2003 годах, с 1999 года отвечал за разработку стратегии, был исполнительным помощником главного управляющего директора и вице-президентом по вопросам возобновляемых и альтернативных источников энергии в BP. До этого с 1979 года работал в Amoco: занимал пост главы группы стратегического планирования (1997—1999), был вице-президентом филиала Amoco Eurasia Petroleum (1994—1997), занимался проектами компании в Южно-Китайском море (1987—1993).

## Биография
Роберт Уоррен Дадли родился в 1955 году в Нью-Йорке в семье военнослужащего США. Окончил Иллинойсский университет, получив диплом инженера-химика, получил степень магистра международного управления в бизнес-школе Thunderbird и степень магистра экономики управления Южного методистского университета.
С 1979 года Дадли работал в нефтяной компании American Oil Co. (Amoco). В 1980-х годах занимал различные должности, связанные с коммерческими и производственными вопросами. Работал в США, в частности в Чикаго и Хьюстоне, а также в британском секторе Северного моря — в городе Абердине в Шотландии. В 1987—1993 годах участвовал в разработке и реализации проектов Amoco в Южно-Китайском море, затем некоторое время занимался реорганизацией научно-исследовательских работ по нефти и газу в США.
В 1994 году Дадли приехал в Россию, где до 1997 года работал в московском офисе Amoco — занимал должность вице-президента Amoco Eurasia Petroleum. Он отвечал за вопросы корпоративного развития компании в области разведки, добычи, переработки и торговли в РФ.
В 1997 году Дадли переехал в Чикаго, возглавив группу стратегического планирования в Amoco. С 1999 года, после того, как Amoco стало частью группы компаний British Petroleum (BP), Дадли работал в Лондоне, где занимал аналогичную должность главного менеджера, ответственного за разработку стратегии группы BP. Позже он был исполнительным помощником главного управляющего директора группы ВР. Известно, что затем Дадли занял должность вице-президента группы BP по вопросам возобновляемых и альтернативных источников энергии.
С июля 2002 года в СМИ начали встречаться упоминания о Дадли как о вице-президенте группы компаний BP по России, Каспию и Африке (ответственного за разведку и добычу в Анголе, Египте, Алжире, России и Каспийском регионе). В феврале 2003 года стало известно о намерении BP объединить свои российские активы с активами «Тюменской нефтяной компании» (ТНК). В марте 2003 года в Москве прошло первое заседание наблюдательного совета объединенной компании, которая получила название ТНК-BP. Решением совета Дадли должен был стать президентом и главным управляющим директором компании.
В сентябре 2003 года Дадли возглавил ОАО «ТНК-BP Менеджмент», которое управляло активами группы ТНК-BP. В 2004—2005 годах он провел реорганизацию совместной компании, в результате которой было создано ОАО «ТНК-BP Холдинг». В состав новой структуры вошли активы ОАО «ОНАКО», ОАО «ТНК» и ОАО «СИДАНКО».
Во второй половине 2006 года Дадли называли одним из претендентов на пост главы группы BP, но эта должность в январе 2007 года досталась Тони Хейворду, который отвечал в BP за разведку и добычу.
В мае 2008 года стало известно, что российские акционеры ТНК-BP решили добиться увольнения Дадли с поста руководителя компании, поскольку тот, по их мнению, действовал только в интересах британской стороны. После трех месяцев конфликта в сентябре 2008 года было принято решение о том, что Дадли уйдет с поста главы ТНК-BP до конца года. 1 декабря 2008 года Дадли подал заявление об отставке и ушёл с поста президента ОАО «ТНК-BP Менеджмент». На его место был временно назначен вице-президент ТНК-ВР Тим Саммерс.
В феврале 2009 года стало известно, что Дадли станет одним из членов совета директоров ВР. Решение совета директоров вступило в силу с 6 апреля 2009 года. В октябре 2010 года Дадли сменил Хейворда на посту генерального директора BP.
С 2013 года входит в состав совета директоров ПАО «НК «Роснефть».
Дадли женат. Его супруга Мэри Дадли (англ. Mary H. Dudley) основала благотворительный фонд Diema’s Dream, занимающийся помощью российским сиротам и детям с физическими недостатками. У Дадли двое детей — сын и дочь.

## Награды
- Орден «Дружба» (Азербайджан, 13 сентября 2017 года) — за заслуги в развитии нефтяной промышленности Азербайджана[15]

## Случай с отравлением
В 2008 году экс-глава ТНК-ВР Боб Дадли почувствовал недомогание и обратился к врачам. Результаты обследования поразили мужчину – в его крови был обнаружен медленно действующий яд. Об этом Daily Telegraph рассказал бывший сотрудник компании Илья Заславский. По его словам, в руководстве ВР считали, что кто-то в течение долгого времени подбрасывал яд в еду генерального директора. Под подозрение попали российские власти, которые в то время якобы делали все, чтобы сместить Дадли с поста руководителя компании, но он проявлял упрямство.
Мужчина действительно покинул Москву в конце 2008-го. Официальной причиной стали требования российских акционеров, обвинивших гражданина США в том, что он действует в интересах британской стороны. Помимо этого у самого руководителя, а также у еще примерно 150 работников компании возникли проблемы с разрешениями на работу в России.